# Bestmann (Seefahrt)
Bestmann ist eine ältere  Bezeichnung in der kleinen Küstenschifffahrt oder der Fischerei für ein Mitglied der Decksbesatzung, welches auf Seereisen statt eines Steuermanns Seewachen übernimmt, ohne allerdings ein solches Patent zu besitzen. Schiffe in der kleinen Küstenfahrt hatten außer dem Kapitän oft keinen weiteren nautischen Patentinhaber an Bord. Aus diesem Grund übernahm dort ein erfahrener Matrose, der sich die nötigen Kenntnisse in der Navigation des Schiffes durch die praktische Anleitung an Bord angeeignet hatte, in Abwechslung mit dem Kapitän die Seewache.
Die Bezahlung des Bestmannes war der eines Steuermannes gleichgestellt. Ursprünglich wurde der Bestmann in der Fischerei als Fischereiknecht bezeichnet, diese Bezeichnung  änderte sich in den 1920er Jahren. Eine weitere Bezeichnung ist Fietz.